# 古菱齒象
古菱齒象是古棱齒象属的一种象，生活在更新世中期和晚期（781,000至50,000年前）的欧洲大陆上。它原被当做亚洲象的近缘种，但2016年得DNA研究发现它与非洲森林象更为接近，故而有些分类将其列在非洲象属之下。

## 特征

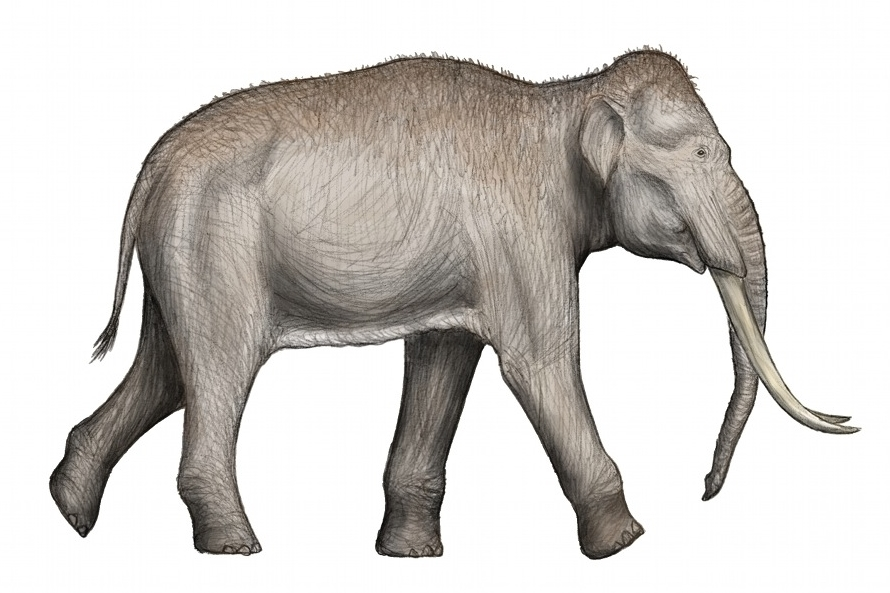
复原图

古棱齒象身高可达4（13.1英尺），体重达15吨，具有长而略微上翘的象牙，腿部也比现代的象更长。